# Кутер
Кутер је назив за мали и брзи једрењак с једним јарболом.
Кутери су традиционално служили за службу царине, а почетком 20. вијека су били опремљени моторима. Данас се у Британији и САД царински и бродови Обалне страже понекад називају кутерима.